# LOCO!エスパルス
LOCO!エスパルス（ロコ エスパルス）は、2011年5月15日よりテレビ静岡で月一回日曜日の深夜に放送される清水エスパルス応援番組である。

## 概要
テレビ静岡アナウンサーの鈴木敏弘と室伏真璃が司会、エスパルスのオフィシャルチアダンスチーム「オレンジウェーブ」のメンバー数名がアシスタントを務め、清水エスパルスに所属する選手または監督がゲスト出演する。

## 主なコーナー
2011年放送時点。
- 試合ダイジェスト
一ヶ月以内に行われた試合をダイジェスト形式で放映する。一部のホーム開催時の試合では、試合後のサポーターからの生の声を放映することもある。
- 記憶の一品
ゲストの思い出の品を各自で持ち込み、それについてのエピソードなどのトークを行う。
- 潜入!辻尾JAPANが行く
辻尾真二、太田宏介、岡根直哉の三人が、練習や取材などでは見ることの出来ない光景や場所などをレポートする。

## 現在の出演者
- 鈴木敏弘（テレビ静岡アナウンサー）
- 室伏真璃（テレビ静岡アナウンサー）

## 過去の出演者
- 北村花絵（テレビ静岡アナウンサー、2013年末まで）
- 永井俊樹（テレビ静岡アナウンサー、2014年）
- 斉藤俊秀（エスパルスアンバサダー、2014年）
- 本谷育美（テレビ静岡アナウンサー、2015年）